# Ethnische Ausschreitungen von Târgu Mureș

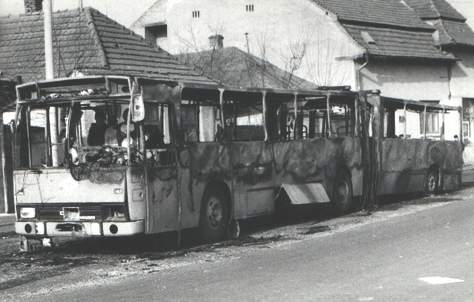
Demolierte Busse in Târgu Mureș zur Zeit des „Schwarzen Märzes“

Die ethnischen Ausschreitungen von Târgu Mureș ereigneten sich im März 1990. In der siebenbürgischen Stadt kam es zu kurzlebigen, aber gewalttätigen Auseinandersetzungen zwischen den Bevölkerungsgruppen der Rumänen und Ungarn, an der sich auch ethnische Rumänen aus den umliegenden Orten und ungarischsprachige Roma beteiligten. Diese Auseinandersetzungen (von ungarischen Autoren auch als „Schwarzer März“ oder „Pogrom von Marosvásárhely“ bezeichnet) forderten 5 Todesopfer und fast 300 Verletzte. Die Ausschreitungen wurden durch das rumänische Fernsehen landesweit übertragen und fanden Beachtung in den Medien rund um den Globus.
Über den genauen Auslöser der Krawalle kann bis heute nur spekuliert werden. So wird die Rolle der rumänischen Regierung und die der westlichen Medien hinterfragt.

## Der Standpunkt von Human Rights Watch im Bericht für 1990 und 1993
Human Rights Watch berichtete:

„Im März brachen in der siebenbürgischen Stadt Târgu Mureș gewalttätige Übergriffe zwischen ethnischen Ungarn und Rumänen aus. Am 19. März wurde der Sitz der Demokratischen Union der Ungarn Rumäniens (UDMR) durch eine große Gruppe ethnischer Rumänen angegriffen. Die Polizei und die Armee griffen trotz wiederholter Hilferufe durch die UDMR erst einige Stunden, nachdem der Angriff begonnen hatte, ein. Viele Ungarn, die im Gebäude gefangen waren, wurden schwer verletzt.
Am nächsten Morgen versammelten sich rund 15.000 ethnische Ungarn am Stadtplatz, um gegen die Ereignisse des Vortags zu demonstrieren. Eine Gruppe von ungefähr 3000 ethnischen Rumänen, die den Autonomieforderungen der Ungarn feindlich gesinnt waren, begann sich an einer der Seiten des Marktes zu sammeln. Die Spannungen eskalierten, als Gerüchte die Runde machten, dass sich Busse mit ethnischen Rumänen aus den umliegenden Orten der Stadt näherten, um die Rumänen am Stadtplatz zu unterstützen. Um 14:30 Uhr gab der Polizeichef den Anführern der beiden Gruppen am Platz Zusicherungen, dass die Polizei die Zugänge zur Stadt blockieren würde. Unbestätigten Berichten zufolge ließ die Polizei jedoch Busse mit ethnischen Rumänen die Straßenblockade passieren. Rumänische Bauern von außerhalb Târgu Mureșs erreichten den Platz noch lange, nachdem die Straßen hätten gesperrt worden sein sollen, und schlossen sich den Rumänen am Platz an.
Um 17:00 Uhr brach Gewalt zwischen den ethnischen Rumänen und Ungarn aus, die Linie aus 50 Polizisten, die die Behörden geschickt hatten, um die Gruppen voneinander zu trennen, wurde durchbrochen. Obwohl die Polizei und die Armee durch die rumänischen und ungarischen Anführer durch einige Berichte über die eskalierenden Spannungen am Platz auf einen möglichen Gewaltausbruch hingewiesen wurden, waren die Behörden erneut nicht in der Lage, die Einwohner von Târgu Mureș zu schützen.“

Ungarische Organisationen kritisierten die rumänischen Behörden und das Justizwesen scharf, die sich mit den vermutlichen Tätern befassten, weil nach den Unruhen erheblich mehr Ungarn und Roma als Rumänen verurteilt wurden. Nach dem US Department of State Human Rights Report für 1993:

„Die UDMR verurteilte, dass das oberste Gericht am 7. Juni eine Berufung im Fall des Pál Cseresznyés abwies, eines ethnischen Ungarn, der eine zehnjährige Haftstrafe wegen versuchten Mordes aufgrund seiner Beteiligung an den Zwischenfällen in Târgu Mureș im März 1990 verbüßte. Cseresznyés hatte sich daran beteiligt, einen ethnischen Rumänen grausam zusammenzuschlagen, dies wurde durch einen internationalen Journalisten gefilmt. Die Beschwerde der UDMR hatte sich auf die Länge seiner Strafe und die Tatsache, dass er der einzige der Gefilmten war, der vor Gericht gebracht wurde, bezogen. Das Gericht beharrte darauf, dass Cseresznyés, unabhängig vom Schicksal der Mittäter, ein faires Verfahren erhalten habe und für schuldig im Sinne der Anklage befunden wurde.“

## Hergang

### Vorgeschichte

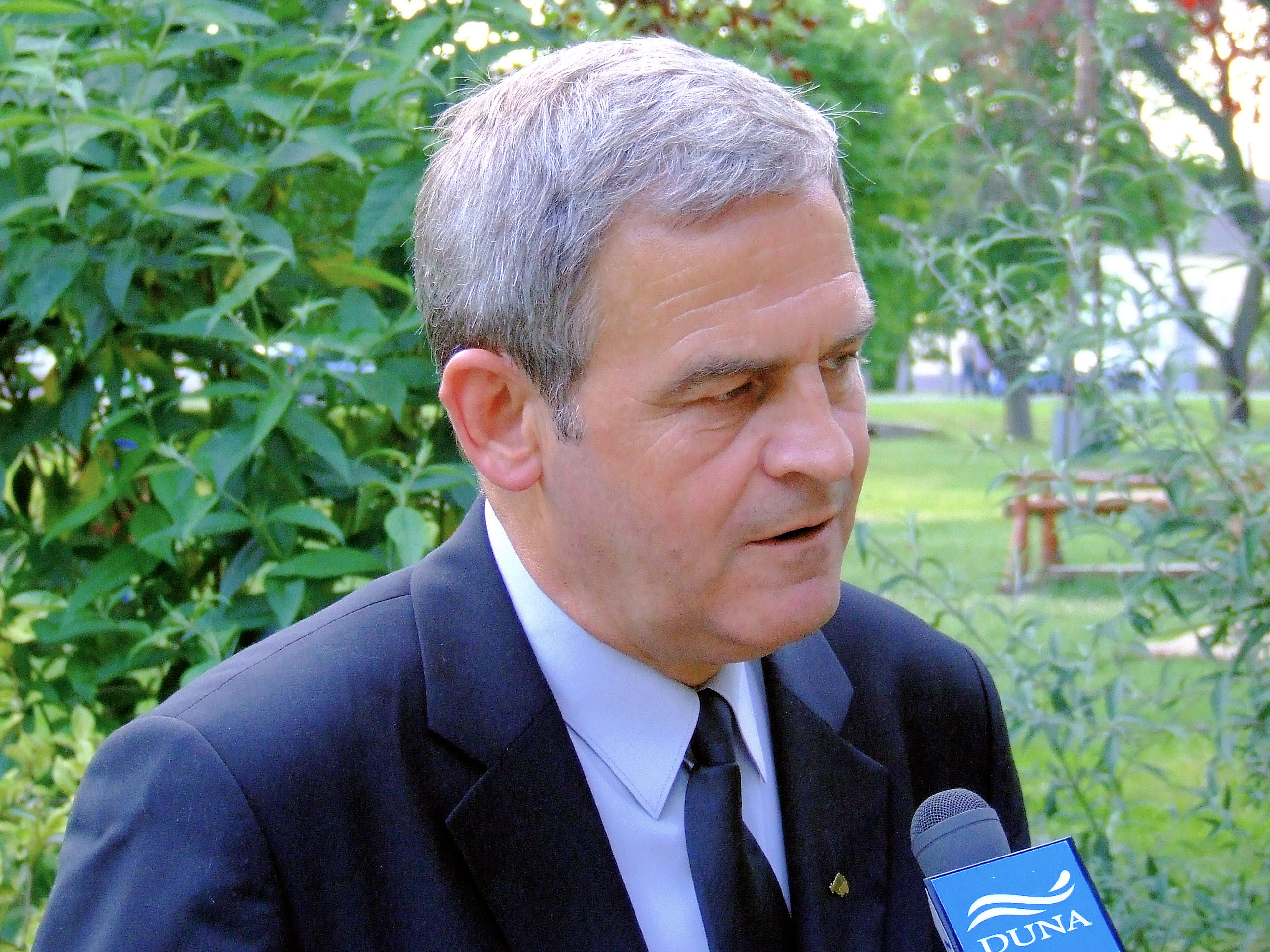
László Tőkés 2007

Târgu Mureș (rumänisch bis 1993: Tîrgu Mureș, ungarisch: Marosvásárhely, deutsch Neumarkt am Mieresch) ist eine Stadt mit einer gemischten ethnischen Bevölkerung, die sich nach dem Fall des kommunistischen Regimes im Dezember 1989 zu fast gleichen Anteilen auf Ungarn und Rumänen verteilte. Unter Ceaușescu waren die Ungarn einem starken Assimilationsdruck sowie Diskriminierung ausgesetzt. Zwar bestand zwischen 1952 und 1968 eine ungarische autonome Region, jedoch hatte diese eher symbolischen beziehungsweise propagandistischen Wert. Seit dem Volksaufstand in Ungarn 1956, mit dem die ungarische Bevölkerung Siebenbürgens sympathisierte, verschärfte sich jedoch der Kurs der rumänischen Regierung gegenüber den Ungarn. Ab Ende der 60er Jahre wurden gezielt Rumänen in ursprünglich rein oder vorwiegend ungarischen Gebieten angesiedelt. Das formell zwar vorhandene Recht auf Gebrauch der ungarischen Sprache als Unterrichtssprache wurde zunehmend ausgehöhlt, Leitungspositionen im öffentlichen Leben wurden systematisch mit Rumänen besetzt, statt mehrsprachiger Schilder wurden rumänischsprachige Schilder angebracht. Im Laufe der 80er Jahre verschärfte sich der nationalistische Kurs des Regimes abermals und mündete 1988 in der Auswanderung von 20.000 Ungarn. In der Folge verbanden viele Ungarn die Wende und den folgenden Demokratisierungsprozess mit der Hoffnung auf mehr Minderheitenrechte.
Ende Dezember 1989 brach in Rumänien die Revolution aus, in deren Folge das Ehepaar Nicolae Ceaușescu und Elena Ceaușescu zum Tode verurteilt und hingerichtet wurde. Die Revolution begann, als sich der regimekritische ungarische Pfarrer von Timișoara, László Tőkés, weigerte, seiner Versetzung in das abgelegene Dorf Mineu (ungarisch: Menyő) Folge zu leisten. Daraufhin sollte er zwangsumgesiedelt werden, jedoch versammelte sich seine Gemeinde an seinem Haus und hielt Mahnwachen. Das Regime versuchte, die Menschenmenge gewaltsam aufzulösen, wobei auch Schüsse fielen. Die genaue Zahl der Todesopfer ist bis heute umstritten. Am Tag darauf, am 18. Dezember 1989, nahmen Zehntausende von Industriearbeitern von Timișoara den gewaltlosen Widerstand auf, und bis zum 20. Dezember war die ganze Stadt in Aufruhr. 20.000 Arbeiter aus anderen Teilen Rumäniens wurden vom Regime in Uniformen der Parteimiliz „Patriotische Garde“ gesteckt und nach Timișoara gebracht, um den Aufstand niederzuschlagen. Bereits diese Aufständischen wurden den Arbeitern unter anderem als Ungarn dargestellt, die in Timișoara die Macht an sich gerissen hätten. Jedoch konnten diese Arbeiter rechtzeitig abgefangen und aufgeklärt werden. Statt den Aufstand niederzuschlagen, verbreiteten sie die Wahrheit über die Staatslüge weiter. Die Revolution erreichte auch Bukarest, und im weiteren Verlauf der Revolution bildete sich unter dem Verlagsdirektor und einstigen kommunistischen Politiker Ion Iliescu mit dem Rat der Front zur Nationalen Rettung die neue Machtelite. Nach der Revolution wurde Iliescu erster Staatspräsident des freien Rumäniens.

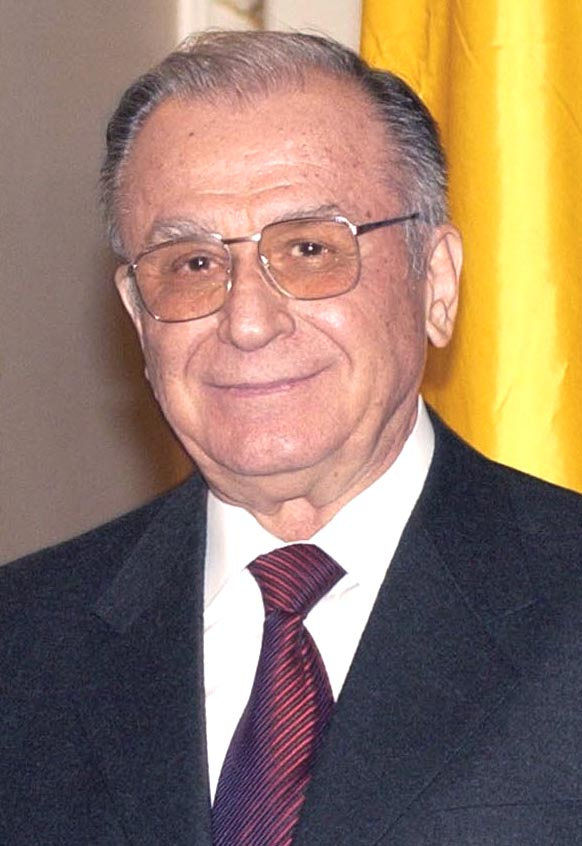
Ion Iliescu 2004

Bereits am 25. Dezember 1989 wurde die Partei UDMR (ungarisch RMDSZ) gegründet, die sich seitdem für mehr Autonomie für die Ungarn Siebenbürgens einsetzt. Am 26. Dezember wurde Károly Király, ein früherer kommunistischer Politiker, der sich allerdings schon seit den 70er Jahren regimekritisch äußerte, zum Vizepräsidenten der Front der Nationalen Rettung. Am 2. Januar 1990 wurde der Rat der Front der nationalen Rettung des Kreises Mureș gewählt, deren Präsident wiederum Károly Király und Vizepräsident Előd Kincses, der frühere Anwalt von László Tőkés, wurden.
1990 kam es auch zu einer Reihe von Versammlungen, Demonstrationen sowie Sitzstreiks seitens der ungarischen Bevölkerung Siebenbürgens sowie deren politischer Vertreter. Ziel war die Gewährung von mehr Minderheitenrechten, besonders der Etablierung der ungarischen Sprache als Unterrichtssprache. Zeitgleich häuften sich allerdings auch ungarnfeindliche Vorkommnisse. Es tauchten Hetzschriften in Form eines Telex auf, die von antirumänischen Aktionen seitens der ungarischen Bevölkerung von Târgu Mureș berichteten. Weiterhin tauchte eine „Verfassungsvorlage“ auf, die den ausschließlichen Gebrauch der rumänischen Sprache in allen Lebensbereichen forderte. Mit der Vatra Românească (deutsch rumänischer Herd bzw. rumänische Heimat) bildete sich am 7. Februar 1990 eine chauvinistische (d. h. ungarnfeindliche und antisemitische) Vereinigung in Târgu Mureș, die bis heute besteht. Am 1. März brachte Oberst Ioan Judea, damals Vorsitzender des provisorischen Rates der Nationalen Einheit von Târgu Mureș und später Präsident der Vatra Românească, bei der Sitzung des Zivilschutzes zum Ausdruck, dass die Bevölkerung vorbereitet werden müsse, weil sich aus den Nachrichten einiger ausländischer Radiosender herausgestellt habe, dass man sich auf Aktionen gegen die territoriale Stabilität Rumäniens vorbereiten würde. Laut Judea seien dazu mehrere Entwürfe ausgearbeitet worden, zum Beispiel durch Inbewegungsetzen großer Menschenmengen die Übergabe Siebenbürgens zu erzwingen. Eine andere Variante wäre eine militärische Intervention, so Judea. Insgesamt verschärften sich also die Spannungen zwischen der ungarischen und rumänischen Bevölkerung.

### Erste Zusammenstöße
Am 15. März 1990 wurden die durch die Siebenbürger Ungarn abgehaltenen friedlichen Gedenkveranstaltungen zu Ehren der Revolution von 1848/49 gegen das Haus Habsburg in mehreren Städten durch die Anhänger der Vatra Românească gestört.
In Satu Mare (ungarisch Szatmárnémeti beziehungsweise Szatmár, deutsch Sathmar) meldeten Ungarn für den 15. März eine Gedenkfeier an der Bălcescu-Statue an. Daraufhin rief die Vatra Românească zu Protestversammlungen am 14. März auf, wo sie mit chauvinistischen Slogans beschlossen, dass sie verhindern werden, dass Ungarn den 15. März feiern können. Am nächsten Tag besetzten sie die Umgebung der Bălcescu-Statue. Daraufhin legten die Ungarn ihre Kränze im Hof der katholischen Kathedrale nieder. Die chauvinistische rumänische Menge stürmte die ungarischen Feiern, störten die Kranzniederlegungen und verprügelten eine Person.
In Târgu Mureș wurde am 15. März die Avram-Iancu-Statue durch Unbekannte beschmiert. Am Sockel stand in schlechtem Ungarisch „LE VED“ – „vedd le“ bedeutet „nimm ab“. Die rumänische Polizei vermutete Ungarn dahinter, die die Entfernung der Statue erreichen wollten.
Ebenfalls am 15. März wurde die Petőfi-Statue in Ardud (ungarisch Erdőd, deutsch Erdeed) durch Unbekannte beschädigt. Die Anwohner trauten sich nicht, sich vor den Medien zu äußern, da sie Repressalien fürchteten. Der örtliche Brigadegeneral Oberfeldwebel Ardeleanu wusste nichts davon. Die UDMR erstattete Anzeige gegen Unbekannt.
Am 16. März kam es im Tudor-Wohnviertel in Târgu Mureș, das überwiegend von Rumänen bewohnt war, zu den ersten gewalttätigen Handlungen. Randalierer beanstandeten eine ungarische Apothekenbezeichnung, in kurzer Zeit waren hunderte Personen in Schlägereien verwickelt, Wohnungen aufgebrochen und die ungarischen Beschriftungen vom Rathaus entfernt. Einer fuhr in eine Menschenmenge und es wurde eine ungarische Provokation behauptet.

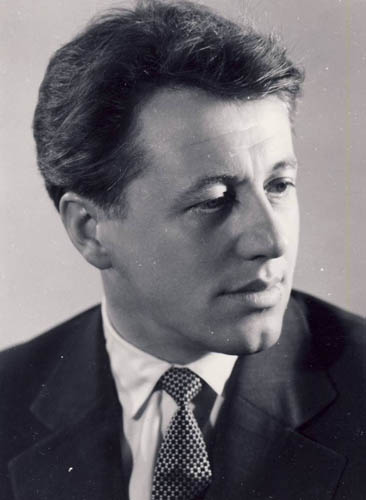
András Sütő

In Târgu Mureș wurde gegen László Tőkés und Smaranda Enache demonstriert, der Mob forderte ungarisches Blut und den Strick für Károly Király, László Tőkés und András Sütő, einen ungarischen Schriftsteller und damals führendes Mitglied der UDMR. Der provisorische Rat des Nationalen Bundes reagierte nicht auf die Lageberichte der UDMR.
Am 19. März demonstrierte in Târgu Mureș eine Menge gegen die Ungarn. Aus der Umgebung – vor allem aus dem Tal des Gurghius (ungarisch Görgény), aus Ibănești (ungarisch Libánfalva) und Hodac (ungarisch Görgényhodák) – brachte die Organisation Vatra Românească Demonstranten mit Bussen nach Târgu Mureș. Zunächst wurden ungarische Beschriftungen herunterrissen. Es wurde gefordert, der Radiosender von Târgu Mureș solle seinen ungarischsprachigen Dienst einstellen. Előd Kincses gab dem Druck nach und trat von seinem Amt als Vizepräsident des Rates der Front der nationalen Rettung des Kreises Mureș zurück. Der Mob stürmte den Sitz der UDMR mit Beilen und Knüppeln. 75 Personen wurden im Gebäude eingeschlossen, unter ihnen auch András Sütő. Die Polizei hielt sich zunächst zurück, erst später erreichten Polizei- und Armeeeinheiten den Schauplatz. Ihr Befehlshaber war Oberst Ioan Judea, der nun Sütő und den übrigen eingeschlossenen Ungarn persönlich freies Geleit garantierte. Als die Eingeschlossenen das Gebäude verließen, wurden sie mit Ketten und Stöcken angegriffen, während die Armee tatenlos zusah. In Folge der Attacken erblindete András Sütő auf einem Auge und erlitt mehrere Rippenbrüche und Prellungen am linken Arm. Er wurde mit einem Lastwagen nach Bukarest transportiert und von dort aus ins Budapester Militärkrankenhaus gebracht.

### Die Ausschreitungen
Am 20. März demonstrierten etwa 15.000 Ungarn auf den Hauptplatz der Stadt und forderten die Wiedereinsetzung von Előd Kincses' als Vizepräsident und die Überprüfung der Ausschreitungen. Am Vormittag versammelten sich zunächst einige Dutzend rumänische Gegendemonstranten gegenüber, die vergeblich erwarteten, dass Präsident Iliescu nach Târgu Mureș kommen würde. Die Menge wie auch der ungarische Dienst des Radiosenders von Târgu Mureș baten die Armee mehrfach und auch in rumänischer Sprache um Hilfe.
Die Organisation Vatra Românească brachte Abends gegen sechs Uhr mit organisierten Bussen, Lastwagen und Autos bewaffnete Bauern aus dem Gurghiu-Tal und der Umgebung von Reghin (ungarisch Szászrégen, deutsch Sächsisch-Regen beziehungsweise Sächsisch-Reen), Deda (ungarisch Déda, deutsch Dade beziehungsweise Dedals), Iernut (ungarisch Radnót, deutsch Radnuten) und Turda (ungarisch Torda, deutsch Thorenburg) in die Stadt. Der mit Beilen, Sensen und Heugabeln bewaffnete Mob durchbrach die schwach aufgestellten Absperrungen der Polizei und stürmte auf die zurückweichenden Ungarn zu. Die ungarische Menge zerlegte Holzbänke vor dem Rathaus und schlug die Rumänen mit den Holzstöcken zurück. Während dieses Gegenangriffs wurde Mihăilă Cofariu, ein Rumäne aus Ibănești, niedergeschlagen und erlitt dabei bleibende neurologische Schäden. Es folgte ein Stellungskrieg, den ein aus Richtung Reghin mit hoher Geschwindigkeit herannahender Lastwagen beendete, der in die ungarische Menge zufuhr. Der Fahrer lenkte das Fahrzeug über den Platz, wurde von einem Gegenstand am Kopf getroffen, verlor die Kontrolle über das Fahrzeug  und überfuhr einen Ungarn, der seinen Verletzungen erlag, auch einer der auf der Ladefläche des Fahrzeugs stehenden Rumänen verlor sein Leben.
Auch nördlich von Târgu Mureș gab es Übergriffe, es kam zu Großbränden in der Umgebung. In zahlreichen Dörfern mit ungarischer Bevölkerungsmehrheit begannen die ungarischen Bewohner, die Zufahrtsstraßen zu blockieren, weil sie von den Ausschreitungen in Târgu Mureș erfuhren und hörten, dass die herangebrachten Bauern auch unterwegs anhielten und die Bewohner angriffen. Sie bemerkten außerdem, dass die Armee und die Polizei die rumänischen Angreifer aktiv unterstützten: die Armee umstellte die Stadt und ließ nur noch die Busse der Rumänen durch. Als Antwort bauten die Dorfbewohner die Blockaden aus und warfen Molotowcocktails auf die rumänischen Busse. Mit auf die Straßen gezogenen Eggen und gefällten Bäumen gelang es ihnen, zahlreiche Fahrzeuge aufzuhalten und sie am Eindringen in die Stadt zu hindern. Dabei wurden mehrere Rumänen verprügelt und Fahrzeuge angezündet.

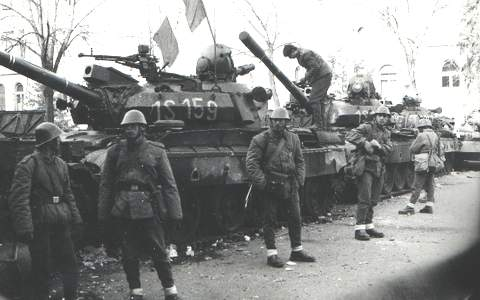
Die rumänischen Truppen bilden eine Linie, greifen jedoch nicht ins Geschehen ein

Als sie die Nachricht vom ungarischen Gegenangriff erreichte, rückte die rumänische Armee in Târgu Mureș ein, die Kampffahrzeuge kamen wegen der durch die Ungarn errichteten Barrikaden allerdings nur schleppend zum Hauptplatz voran. Die Ungarn standen der Armee nun feindlich gegenüber, weil diese erst nach ihrem Gegenangriff einschritt. Als Kincses sie bat, ließen sie die Panzer jedoch durch. Die Panzer stellten sich in einer langen geraden Linie auf und bildeten so ein breites Niemandsland. Allerdings blieben die Soldaten in ihren Fahrzeugen und versuchten nicht einmal, neuerliche Zusammenstöße zu vermeiden. In der Zwischenzeit verschärften sich die Straßenschlachten noch, auf dem Hauptplatz wurde auf beiden Seiten alles als Waffe verwendet, was den Leuten in die Hände fiel, von der rumänischen Menge wurden auch Molotowcocktails eingesetzt. Die Größe der ungarischen Menge verringerte sich, weil sie die Frauen und Kinder nach Hause schickten und sie sich ins Rathaus zurückzogen. Abends gegen acht Uhr trafen ungarischsprachige Roma aus Târgu Mureș in Gruppen von 40 bis 50 Personen aus Valea Rece (ungarisch Hidegvölgy) ein. Zu diesem Zeitpunkt erklang der später berühmt gewordene Ausspruch „Ne féljetek magyarok, itt vannak a cigányok!“ („Ungarn fürchtet euch nicht, die Zigeuner sind da!“) und auch sie beteiligten sich an den Kämpfen. Die entscheidende Wende geschah abends gegen 22:45 Uhr, als vom Ufer des Nirajs (ungarisch Nyárád, deutsch Niersch) her und aus Sovata (ungarisch Szováta) mit Stöcken und Heugabeln bewaffnete Székler eintrafen. Die meist über 60-Jährigen wurden von einem ungarischen Veteran des Zweiten Weltkriegs namens István Márkus angeführt. Die Székler überrannten über die Kampffahrzeuge hinweg die Rumänen. Der Kampf dauerte nicht lange, die Rumänen wurden vom Platz geprügelt, viele Verletzte auf beiden Seiten waren die Folge. Die ungarische Menge feierte den Sieg mit Singen der ungarischen Hymne und hissten die ungarische Flagge über dem Rathaus. Noch am Morgen erreichten die Elite-Fallschirmjäger der rumänischen Armee sowie ein Infanteriebataillon die Stadt und stellten mit umfangreichen Überprüfungen die Ordnung wieder her.

### Nachgeschichte
Am 23. März 1990 kam es in Târgu Mureș erneut zu starken antiungarischen Demonstrationen. Am 25. März wurde die Wesselényi-Statue in Zalău (ungarisch Zilah, deutsch Zillenmarkt oder auch Waltenberg), eine Arbeit von János Fadrusz, von Unbekannten geschändet. In ihrer Erklärung vom 25. März protestierte das vorläufige Exekutivkomitee der UDMR gegen diese Vorgänge. In der Nacht wurde das Büro der Malév (der ehemaligen staatlichen ungarischen Fluggesellschaft) in Bukarest durch Unbekannte angezündet. Am 29. März war die Stellungnahme der Regierungskommission zu den Vorgängen in Târgu Mureș noch nicht fertiggestellt, jedoch wurden mit auffälliger Eile bereits sieben ungarischsprachige Roma vor Gericht gestellt und wegen Ruhestörung angeklagt, das Verfahren begann am selben Tag. Die beiden belastenden Zeugen hatten bereits eine kriminelle Vorgeschichte (am 20. März waren sie in einen Laden eingebrochen und befanden sich zur Zeit des Verfahrens bereits in Untersuchungshaft). Am nächsten Tag wurden bereits Urteile gesprochen: Ernö Puczi Kozák und Géza Kalló wurden zu jeweils drei Monaten gemeinnütziger Arbeit (Reparaturen und Erziehung) verurteilt, die Übrigen wurden zu drei bis fünf Monaten Haft verurteilt (Béla Grecui und Stefan Horváth je fünf Monate, Géza Puczi Kozák und György Carculea je vier Monate und Sándor Puczi Kozák drei Monate). Das Berufungsverfahren vom 4. April bestätigte die Urteile aus erster Instanz. Für den Angriff auf Cofariu wurden zwei Ungarn, Pál Cseresznyés und Ernő Barabás, zu jeweils zehn Jahren verurteilt. Barabás emigrierte jedoch nach Ungarn, seine Auslieferung wird durch die ungarischen Behörden verweigert. 1996 wurde Cseresznyés durch Staatspräsident Emil Constantinescu begnadigt, so kam er nach fast sechs Jahren aus der Haft frei und emigrierte ebenfalls nach Ungarn. Er wurde Präsident ehrenhalber der Jugendbewegung der 64 Gespanschaften.
Der schwere Zwischenfall hatte für die rumänische Seite kaum Folgen: es wurden nur Ungarn und ungarischsprachige Roma verurteilt, während die Anstifter sowie die Angreifer nicht zur Rechenschaft gezogen wurden.
Im März 2010, 20 Jahre nach den Ereignissen, wurden einige der Teilnehmer durch die Republik Ungarn mit dem Preis für Verdienste um die Minderheiten (ungarisch Kisebbségekért Díja) ausgezeichnet. Hauptsächlich wurde die Standhaftigkeit der Bewohner von Sângeorgiu de Mureș (ungarisch: Marosszentgyörgy, deutsch: Sankt Georgen) ausgezeichnet, die die Straßen nach Târgu Mureș gesperrt und sich selbst auch aktiv am Kampf beteiligt hatten. Eine gründliche Untersuchung der Ereignisse, besonders ihrer Ursachen, ist bis heute nicht erfolgt.

## Nachbetrachtungen

### Opfer
Die Bilanz der Ausschreitungen sind fünf Tote (drei ethnische Ungarn und zwei ethnische Rumänen) und 278 Verletzte. Die Toten auf der ungarischen Seite waren István Gémes aus Dumbrăvioara (ungarisch Sáromberke, deutsch Scharnberg), József Csipor aus Ernei (ungarisch Nagyernye) und Zoltán Kiss aus Satu Nou (ungarisch Teremiújfalu). Die rumänischen Todesopfer waren Teodor Rusu aus Reghin, der auf der Ladefläche des in die Menge fahrenden Lastwagens stand, und Simion Frandes aus Hodac. Beide verloren in Târgu Mureș ihr Leben.

#### Opfer mit Symbolcharakter
Von den Opfern erhielten zwei besondere Aufmerksamkeit:
- Der ungarische Schriftsteller András Sütő, der am 19. März schwer verletzt wurde, als Rumänen das Gebäude der UDMR angriffen. Die Angreifer wurden jedoch nie offiziell identifiziert oder zur Rechenschaft gezogen. Sütő blieb auf einem Auge blind.
- Mihăilă Cofariu, ein ethnischer Rumäne aus Ibănești, der am 20. März bis zur Bewusstlosigkeit und weiter verprügelt wurde. Der Angriff wurde in den internationalen Medien so dargestellt, als wäre ein Ungar durch Rumänen verprügelt worden. Mihăilă Cofariu wurde im Koma im Notfallkrankenhaus des Kreises eingeliefert und musste mehrere Monate in Krankenhäusern in Rumänien und Deutschland verbringen. Er behielt neurologische Schäden zurück. Beide Täter, Pál Cseresznyés und Ernő Barabás, wurden zu zehn Jahren Haft verurteilt.

### Folgen
Nach den Ereignissen sank die Bevölkerungszahl von Târgu Mureș dramatisch, zahlreiche ethnische Ungarn verließen lieber die Gegend, viele siedelten nach Ungarn um. Auch Előd Kincses floh bereits Ende März 1990 nach Ungarn. Laut Volkszählung 2002 sank die Einwohnerzahl des Munizipiums Târgu Mureș im Vergleich zu 1990 um knapp 15.000 Einwohner (von 164.445 auf 150.041 Einwohner), was einem Rückgang um 10 % entspricht. Während die Zahl der rumänischen Einwohner mit etwa 75.000 stabil blieb, sank die Zahl der Ungarn von etwa 85.000 auf 70.000 Einwohner. Dadurch verschob sich auch der jeweilige Anteil an der Gesamtbevölkerung: bildeten die Ungarn 1992 mit 51,6 % noch die Bevölkerungsmehrheit (Rumänen 46,2 %), wurden sie bis 2002 der Muttersprache nach mit 49,0 % zur Minderheit (Rumänen 49,9 %). Die Ausschreitungen im März 1990 sind als ein wesentlicher Grund für diese demographischen Veränderungen in der Gegend zu sehen.

### Vermutungen über die Ursachen
Auch heute ist noch umstritten und Gegenstand von Diskussionen, was die Ausschreitungen ausgelöst habe. Besonders die Rolle der rumänischen Regierung ist noch nicht geklärt.
Die vorherrschende Meinung in der rumänischen Öffentlichkeit lautet, dass die Zwischenfälle durch direkte Angriffe durch ethnische Ungarn auf rumänische Einrichtungen, Symbole, Statuen und Polizisten ausgelöst wurden. Diese Ereignisse werden mit Morden während der rumänischen Revolution 1989 an rumänischen Polizisten und örtlichen Beamten in Gebieten mit großer ungarischer Minderheit oder Mehrheit in Verbindung gebracht. Es wird behauptet, dass die Ausschreitungen Teil eines Plans zur Loslösung Siebenbürgens aus Rumänien und Wiederangliederung an Ungarn waren.
Die meisten ethnischen Ungarn aus Rumänien und die öffentliche ungarische Meinung im Allgemeinen beharrt jedoch darauf, dass die Gerüchte über ungarische Gewalt gegen Rumänen und staatliche Einrichtungen unbegründet oder stark übertrieben waren. Die ungarische Seite meint auch, dass Gerüchte über ungarische Gewalt gestreut wurden, um legitime Ansprüche der ungarischen Minderheit Siebenbürgens zu untergraben.
Die Art und Weise der Beteiligung der rumänischen Regierung ist ebenfalls umstritten. Der offizielle Standpunkt ist, dass die Regierung schnell und erfolgreich die Situation beruhigt und die Ausschreitungen beendet habe. Aber:
- Viele Angehörige der ungarischen Minderheit argwöhnen, dass das Vorgehen der Regierung tatsächlich absichtlich langsam war. Sie scheiterte damit, die Gewalt einzudämmen, und war deshalb verantwortlich für ihre Eskalation. Sie untermauern ihre Vorwürfe vorgeblich mit Aufnahmen, die zeigen, dass Polizisten oder Repräsentanten der Behörden über Verbrechen hinwegsehen. Sie kritisieren außerdem, dass die überwältigende Mehrheit der nach den Ereignissen in Gewahrsam genommenen ethnische Ungarn waren, was ihrer Ansicht nach von ethnischer Befangenheit zeugt.
- Viele Angehörigen der rumänischen Mehrheit behaupten, dass die Regierung nicht schnell genug eingriff, um die Bevölkerung zu schützen, und dass viele eindeutig identifizierte ungarische Täter nicht belangt wurden.

Laut dem Bericht des Human Rights Watch von 1990 „versagten die Behörden dabei […] in angemessener Weise, um die Bevölkerung von Târgu Mureș zu schützen“. In diesem Sinne können die Ausschreitungen als Symptom der Tatsache gesehen werden, dass die Polizei und die Strafverfolgungsbehörden im Allgemeinen als Folge dessen, wie das kommunistische Regime gefallen war, schwach und moralisch beeinflusst waren. Diese Meinung wird dadurch bestärkt, dass ähnliche Vorgehensweisen auch bei späteren Ereignissen (Piaţa Universităţii und die Mineriaden) verfolgt wurden.
Es existieren auch Anhaltspunkte dafür, dass die damalige rumänische Regierung wissentlich und absichtlich für die Ausschreitungen verantwortlich gewesen sein könnte. Es besteht die Ansicht, dass die Ereignisse durch Mitglieder der Securitate auf Befehl hochrangiger Politiker ausgelöst wurden, um den eine Woche später ins Leben gerufenen Rumänischen Nachrichtendienst zu rechtfertigen. Außerdem werden die Ausschreitungen als Mittel interpretiert, das öffentliche Interesse von den eigentlichen Problemen abzulenken. Ioan Judea bestätigte in einem Interview von 2005, dass er als der Präsident des Stadtrates die Geheimdienstorgane, die bis dahin existiert hatten, nicht aufgelöst hatte und dass er täglich streng geheime Berichte erhielt. Die Securitate war zum Zeitpunkt der Ausschreitungen also immer noch aktiv. Károly Király erhebt auch gegen Ion Iliescu Vorwürfe, in die Ausschreitungen verstrickt gewesen zu sein. Er führt an, dass Iliescu bereits im Februar öffentlich vor dem ungarischen Separatismus gewarnt habe. Danach habe die Vatra Românească damit begonnen, gegen die Ungarn Stimmung zu machen.Mit lehet ma tudni a marosvásárhelyi magyarverésröl? In: origo.hu. Abgerufen am 12. März 2013 (ungarisch, „Was ist heute über die Ungarnprügeleien von Marosvásárhely bekannt?“). Er berichtet weiterhin von Andeutungen seitens Iliescus im Vorfeld der Ausschreitungen:

„Vielleicht ist es nicht unwichtig, wenn ich über die Siebenbürger Feierlichkeiten zum 15. März und die damit verbundenen Dinge in Erinnerung rufe, dass die ungarische Bevölkerung Siebenbürgens sie 1990 seit der Zeit nach 1918 zum ersten mal frei feiern durfte. Am Abend des 13. März kam Ion Iliescu persönlich herüber in mein Büro und fragte, ob wir denn den 15. feiern würden, worauf wir mit ja antworteten und fragten, ob es denn damit irgendwelche Probleme gäbe. Worauf er antwortete: ‚Nein, das macht ihr richtig, feiert nur. Passt nur auf, ich habe Informationen erhalten, dass sich extremistische Gruppen anscheinend auf Störaktionen vorbereiten.‘ Er ergänzte: ‚Von der einen als auch von der anderen Seite.‘ Er sagte nichts konkretes, ich schickte jedoch meine Leute in die Kreise hinaus – ausgenommen den Kreis Szatmár, und genau dort kam es am 15. März zum Eklat.“

Auch Kincses beschuldigte Iliescu, involviert gewesen zu sein:

„Als wir 1990 sahen, dass es Ärger geben würde, baten wir auch Präsident Ion Iliescu, nach Targu Mureș zu kommen, aber er weigerte sich. Alexandru Todea, der griechisch-katholische Würdenträger am Ufer des Mureș, erfuhr von der Organisation und reiste persönlich nach Bukarest und bat Iliescu, die Aktion zu stoppen. Aber er sagte, er greife erst am Ende ein. Die Justiz hat nicht ermittelt, um die Identität der Organisatoren oder der Anstifter zu bestimmen.“

Und weiter:

„Außerdem lief genau zu der Zeit der nach der Auflösung der Securitate ihren Mitarbeitern gewährte dreimonatige bezahlte Urlaub aus. So kam die Ungarn-Gefahr gerade recht, um die Neuorganisation des Nachrichtendienstes zu beginnen. Das Gericht von Târgu Mureș müsste das Verfahren wieder aufnehmen.“

### Die Rolle der westlichen Medien
Die Qualität der Berichterstattung westlicher Medien über die Ausschreitungen wird durch viele Rumänen kritisiert. Ein oft zitiertes Beispiel ist das grausige Filmmaterial über Mihăilă Cofariu, der in der Dokumentation And the walls came tumbling down: Bad Neighbours als Ungar, der durch Rumänen verprügelt wurde, vorgestellt wurde. Regie führte bei dieser Dokumentation Peter Swain, produziert wurde sie durch den Ungarn Paul Neuberg. Laut dem Regisseur erreichte die Filmcrew erst nach den Ereignissen Siebenbürgen. Das meiste Filmmaterial, einschließlich dessen über Mihăilă Cofariu, wurde vom Produzententeam zur Verfügung gestellt, das die Filmcrew im Glauben ließ, dass Cofariu ein Ungar war, der von Rumänen verprügelt wurde. Außerdem hatte das Filmteam während der Aufnahmen keinen Kontakt zu ethnischen Rumänen, alles Material stammte aus ungarischen Quellen, einschließlich ungarischen Kontakten aus der Politikszene. Westliche Medien, die die Geschichte aus der Dokumentation aufgriffen, übernahmen das Filmmaterial über Mihăilă Cofariu und gaben die Informationen über das Gezeigte unverändert wieder. Diese Desinformation wird in rumänischen Medien häufig benutzt, um verschiedene ähnliche Fälle von antirumänischer Falschinformation in ungarischen und westlichen Medien in Verbindung zu bringen.